# Džinka
Džinka je tržno mesto v južni Etiopiji. To mesto, ki je v hribih severno od planote Tama, je glavno mesto območja Južni Omo v regiji Regionalna država Južne Etiopije. Trenutno je Džinka središče mestne uprave Džinka. Ima zemljepisno širino in dolžino 5°47′N 36°34′E / 5.783°N 36.567°E in nadmorsko višino 1490 metrov. Je ena najbolj znanih turističnih destinacij v državi. Je tudi pomembno središče za vsaj šestnajst avtohtonih etničnih skupin in drugih iz preostale države.

## Pregled
DžJinka je dom muzeja in raziskovalnega središča Južni Omo, ki ga financira Nemčija, ter vzletišče (koda IATA BCO). Poštne storitve opravlja glavna podružnica; na voljo sta tudi elektrika in telefon. Njen tržni dan je sobota. Narodni park Mago, 40 kilometrov južno po neasfaltirani cesti, je bližnja atrakcija.
Leta 1996 so poročali, da je lokalna klinika v postopku nadgradnje v status bolnišnice, ki naj bi postala prva v coni. Po podatkih Urada za finance in gospodarski razvoj SNNPR od leta 2003 Džinka ponuja digitalni telefonski dostop, poštne storitve, elektriko, ki jo zagotavlja dizelski generator, banko in bolnišnico. Džinka je povečala svoje električne storitve s 16 na 24 ur maja 2009, ko je mesto pridobilo dodatne generatorje.

## Demografija
Na podlagi podatkov Centralne statistične agencije iz leta 2005 ima Džinka ocenjeno skupno 22.475 prebivalcev, od tega 11.774 moških in 10.701 žensk. Prejšnji podatki o prebivalstvu se razlikujejo: nacionalni popis leta 1994 je poročal, da je imelo to mesto skupno 12.407 prebivalcev, od tega 6519 moških in 5888 žensk; drugi vir navaja, da je bilo leta 1993 skupaj 9520 prebivalcev.